# Верх-Бехтемірська сільська рада
Верх-Бехтемі́рська сільська рада (рос. Верх-Бехтемирский сельский совет) — сільське поселення у складі Бійського району Алтайського краю Росії.
Адміністративний центр та єдиний населений пункт — село Верх-Бехтемір.

## Населення
Населення — 932 особи (2019; 1006 в 2010, 1102 у 2002).